# Укроп (приток Юрги)
Укроп — река в России, протекает по Юргинскому району Тюменской области. Устье реки находится в 74 км по правому берегу реки Юрга. Длина реки составляет 23 км.

## Данные водного реестра
По данным государственного водного реестра России относится к Иртышскому бассейновому округу, водохозяйственный участок реки — Тобол от впадения реки Исеть и до устья, без рек Тура, Тавда, речной подбассейн реки — Тобол. Речной бассейн реки — Иртыш.